# Robert Freitag
Robert Peter Freytag (Wenen, 7 april 1916 - München, 8 juli 2010) was een Oostenrijks-Zwitsers acteur en regisseur.
Freitag werd in Oostenrijk geboren als zoon van de Zwitserse operazanger Otto Freitag. Hij verhuisde in de jaren dertig naar Zwitserland, waar hij in het begin van de jaren veertig met de Duitse actrice Maria Becker trouwde. Vanaf 1941 was Freitag als acteur actief bij het Schauspielhaus Zürich en vanaf 1949 nam hij deel aan de Salzburger Festspiele. Later speelde hij onder meer bij het Deutsches Schauspielhaus en bij de Hamburger Kammerspiele. Met zijn toenmalige echtgenote Maria Becker en de Duitse toneelacteur Will Quadflieg richtte Freitag in 1956 in Zürich het rondreizend toneelgezelschap Die Schauspieltruppe Zürich (ook Zürcher Schauspieltruppe) op, waarvoor hij ook deels de regie deed en waarmee hij talrijke tournees deed in het Duitstalige gebied en de Verenigde Staten.
Op het toneel was Freitag te zien in talrijke klassieke en moderne rollen. Sinds 1941 trad hij ook op in films, zoals onder andere zijn glansrol als Wilhelm Tell, en later ook dikwijls op televisie. Hij scheidde in 1956 van Maria Becker, maar de twee bleven ook nadien samenspelen en traden tot in de jaren negentig samen op, vooral in stukken van het door hen opgerichte ensemble, de Schauspieltruppe Zürich. In 1965 hertrouwde Freitag met de Duitse actrice Maria Sebaldt.
In 1994 kwam Freitags autobiografie uit onder de titel Es wollt mir behagen, mit Lachen die Wahrheit zu sagen. In 2001 was hij nog te zien in de televisiefilm Die Liebenden vom Alexanderplatz onder regie van Detlef Rönfeldt. Freitag overleed op 94-jarige leeftijd.

## Filmografie (selectie)
- 1943: Wilder Urlaub
- 1951: Decision Before Dawn
- 1954: Rummelplatz der Liebe
- 1954: Der schweigende Engel
- 1955: Flucht in die Dolomiten
- 1955: Der 20. Juli
- 1955: Wenn der Vater mit dem Sohne
- 1956: Heiße Ernte
- 1956: Von der Liebe besiegt
- 1957: Die große Chance
- 1958: Auferstehung
- 1960: Wilhelm Tell (Burgen in Flammen)
- 1961: Das letzte Kapitel
- 1963: The Great Escape
- 1972: Der Kommissar
- 1981: Euch darf ich's wohl gestehen
- 1985: Wild Geese II
- 2001: Die Liebenden vom Alexanderplatz

## Werken (selectie)
- Es wollt mir behagen, mit Lachen die Wahrheit zu sagen. Pendo Verlag, Zürich 1994, ISBN 3-85842-280-0. (autobiografie)
- Die Schauspieltruppe Zürich. Die Schauspieltruppe (Selbstverlag), Zürich 1968. (met Maria Becker)
- Die Schauspieltruppe Will Quadflieg, Maria Becker, Robert Freitag zeigt: Penthesilea. Trauerspiel von Heinrich von Kleist. Uraufführung der ursprünglichen vom Dichter diktierten und eigenhändig verbesserten Fassung des Werkes. Die Schauspieltruppe (eigen uitg.), Zürich 1962. (met Will Quadflieg en Maria Becker)